# Bernard Lacombe
Bernard Lacombe   (segon districte de Lió, 15 d'agost de 1952 - Albigny-sur-Saône, 17 de juny de 2025) fou un futbolista francès. Va jugar com a davanter, sobretot amb l'Olympique de Lió, Girondins de Bordeus i AS Saint-Étienne i l'equip nacional francès.